# Naja nigricincta
Espèce
Synonymes
- Naja nigricollis nigricincta Bogert, 1940
- Naja nigricollis woodi Pringle, 1955

Naja nigricincta est une espèce de serpents de la famille des Elapidae. 

## Répartition
Cette espèce se rencontre en Afrique du Sud, au Lesotho, au Botswana, en Namibie et en Angola. 

## Description
C'est un serpent venimeux et ovipare.

## Liste des sous-espèces
Selon The Reptile Database (1 octobre 2011) :
- Naja nigricincta nigricincta Bogert, 1940
- Naja nigricincta woodi Pringle, 1955

## Publications originales
- Bogert, 1940 : Herpetological results of the Vernay Angola Expedition. I. Snakes, including an arrangement of the African Colubridae. Bulletin of the American Museum of Natural History, vol. 77, p. 1-107 (texte intégral).
- Pringle, 1955 : A new subspecies of the spitting cobra Naja nigricollis Reinhardt from the Cape Province. Annals of the Natal Museum, vol. 13, no 2,p. 253-254 (texte intégral).